# FN:s mission för arrangerandet av en folkomröstning i Västsahara

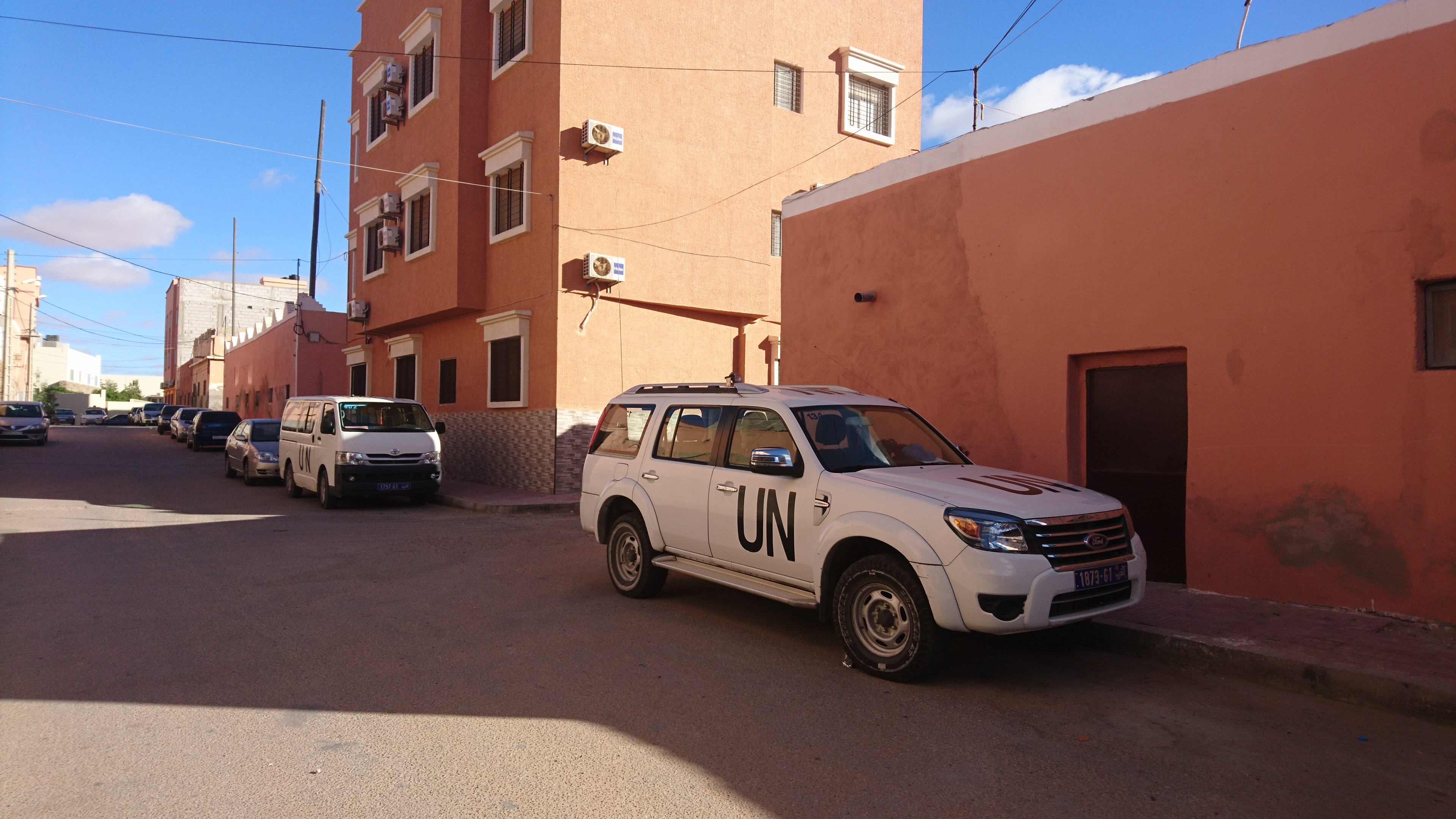
Minurso bilar i El Aaiún.

Minurso flygplan i El Aaiún.

FN:s mission för arrangerandet av en folkomröstning i Västsahara (franska: Mission des Nations unies pour l'organisation d'un référendum au Sahara occidental, Minurso) är en styrka från Förenta nationerna som grundades 1991. Den har till uppdrag att övervaka vapenvilan mellan Marocko och Front Polisario i Västsahara, och organisera en folkomröstning om territoriets framtid (självständighet eller annektering av Marocko), vilket överenskoms av konfliktens parter i ett avtal 1989. Sedan 1990-talets slut ligger folkomröstningsarbetet på is, eftersom Marocko numera vägrar hålla en sådan omröstning, men Minurso fortsätter att övervaka vapenvilan, vilken hittills inte brutits av någon sida.
För närvarande leds Minurso av FN:s generalsekreterares särskilda representant Julian Harston (Storbritannien), medan de fredsbevarande styrkorna står under befäl av generalmajor Zhao Jingmin (Kina). Svenska militärer och minröjare har arbetat inom Minurso. Organisationen opererar huvudsakligen i Västsahara och har sitt högkvarter i El Aaiún, områdets huvudstad, vilken kontrolleras av Marocko. Man har också kontor i Tindouf i västra Algeriet, där Polisario är baserat och många västsahariska flyktingar lever.